# Scars (альбом Soil)
Scars (с англ. — «Шрамы») — второй студийный альбом чикагской хард-рок-группы Soil. Альбом был выпущен 11 сентября 2001 года на лейбле J Records. Наиболее популярным стал сингл «Halo».

## Запись альбома
После выхода первого альбома Soil, Throttle Junkies, лейбл MIA Records закрылся. Группа начала работать над новым материалом и с помощью продюсера Джонни Кея написала несколько треков. Демо-версии песен «My Own», «Need to Feel» и «Halo» были записаны в течение трех дней в августе 2000 года и опубликованы на веб-сайте Demo Diaries. Песня «Halo» с её агрессивным хуком привлекла внимание диджея Пэта Линча из Орландо и он начал транслировать её на своей рок-станции WJRR. Через несколько месяцев она стала самой востребованной песней радиостанции и привлекла внимание различных крупных лейблов. В марте 2001 года после встречи с четырьмя потенциальными кандидатами (RCA, J, Elektra, Warner Bros) Soil остановила свой выбор на J Records, став первой рок-группой лейбла. К этому моменту Soil уже написали достаточно материала для нового альбома и были готовы начать работу в студии. Продюсер Клайв Дэвис, ранее подписавший для лейбла Pink Floyd и Брюса Спрингстина, заявил, что «пока что вы будете моей единственной рок-группой; вы будете в приоритете и я хочу, чтобы вы выстрелили».
Изначально у группы было 28 песен, из которых было выбрано 18 или 20 для предпроизводства. После того, как их число сократилось до 15-20, стал определяться окончательный список треков. Две из трёх оригинальных демо-записей были пересведены, в то время как «My Own» осталась без изменений. В финальный трек-лист не вошли песни «Damaged You» и «Center», записанные во время студийных сессий Scars, но группа надеялась выпустить их в составе саундтреков. «Center» всё же появилась в японской версии альбома; также обе песни вошли в цифровое переиздание Scars в 2011 году, посвящённое десятилетию альбома.

## Музыка и тексты
Scars выделялся мрачными текстами, зачастую связанными с персональными проблемами. Вокалист Райан МакКомбс отмечал: «Все тексты, которые я пишу, посвящены вещам, которые я испытал в жизни. Все песни действительно трогают меня лично». Он также добавлял, что некоторые песни оказались трудными для исполнения на концертах из-за их интимного характера.
МакКомбс объяснил значение названия альбома в интервью 2001 года: «Оно означает ровно то, что означает. Это просто шрамы. […] Для меня это название охватывает весь альбом. Каждая песня индивидуальна, будто шрам на душе, ментальный или эмоциональный. Я думаю, что название альбома точно соответствует его содержимому».

## Концертный тур и продвижение
Soil начали концертный тур в поддержку Scars в августе 2001 года. Они должны были выступить в The Metro в Чикаго в день выпуска альбома, но концерт был перенесён из-за терактов 11 сентября в Нью-Йорке. Soil приняли участие в турне Merry Mayhem с Оззи Осборном, Робом Зомби и Mudvayne в конце 2001 года. В начале 2002 год тур продолжился концертами с Soulfly, Static-X и Onesidezero в США. Весной Soil отправились в Европу с Adema, после чего на протяжении пяти недель играли вместе с Sevendust. Группа также выступала на второй сцене на фестивале Ozzfest в 2002, причём для исполнения «Halo» к Soil присоединился Закк Уайлд.
Второй альбом Soil дал группе возможность засветиться на мейнстримной рок-сцене с синглами «Halo» и «Unreal». На обе песни были сняты музыкальные клипы, которые транслировались на MTV2 и MMUSA. В клипе «Halo» группа выступает в заброшенном доме, заполненном танцующей молодежью. Заполненный пылью дом освещается лампами и солнечным светом, проникающим через заколоченные окна. В ходе выступления музыканты ползут по стенам и потолку и ломают свои инструменты. Видео для «Unreal» было снято Марком Уэббом. В клипе музыканты выступают на одной из аллей Лос-Анджелеса с «кучкой грязных детей повсюду». Яркий свет и туман наполняют переулок и создают размытый фон, в котором видны поклонники, размахивающие большими флагами. В видео также используются эффекты корродированных пленок.
Осенью 2011 года, через семь лет после ухода Райана МакКомбса, Soil воссоединились со своим оригинальным вокалистом для тура Scars 10th Anniversary Tour с Puddle of Mudd в Великобритании. Юбилейное издание Scars, приуроченное к десятой годовщине выхода альбома, вышло в цифровом формате на Sony Music 10 октября 2011 года. В него вошли два бонус-трека, записанные во время студийных сессий Scars.

## Признание

### Коммерческий успех
Альбом и его первые два сингла вошли в чарты как в США, так и в Великобритании. «Halo» попал в Top Rock Active 20, в то время как «Unreal» был самым популярным треком на Active Rock. В 2011 году альбом получил «серебряный» статус в Великобритании.

### Критические отзывы
| Оценки критиков  | Оценки критиков |
| Источник         | Оценка          |
| ---------------- | --------------- |
| Allmusic         | [ 12 ]          |
| Blabbermouth.net | [ 13 ]          |

Scars получили положительные отзывы критиков за его современный стиль и отсутствие присущих ню-металу стереотипов. Джейсон Д. Тейлор из Allmusic назвал Scars «рок-н-рольным альбомом в современной интерпретации». Он добавил, что несмотря на «очевидную коммерческую привлекательность», песни имеют «освежающую грубость» на фоне типичных радио-синглов. Тейлор подытожил: «Soil может не понравиться тем, кто ищет новинки рэп-рока, но подойдёт тем, кто мечтает о группе, которая могла бы повторить ощущения, которые когда-то вызывали Appetite for Destruction или „Чёрный альбом“ Metallica».
Боривой Кргин из Blabbermouth.net назвал Scars «впечатляющим альбомом, который заслуживает того, чтобы его услышали». Он рассматривал альбом как продолжение звучания, впервые продемонстрированного на Throttle Junkies, только с «более обтекаемым, сфокусированным» и, следовательно, более коммерческим подходом. Он добавил, что «материал неизменно крепок, а то и вообще полностью удивителен», и высоко оценил гитарную работу Шона Гласса и Адама Заделя, а также «хриплое исполнение» Райана МакКомбса, наконец-то переставшего подражать Лейну Стэйли.
В 2002 году Scars был назван «альбомом года» по версии музыкального издания Metal Hammer. Альбом также удостоился похвалы в журналах Entertainment Weekly, CMJ, Revolver и Metal Edge.

## Список композиций
Слова и музыка всех песен — Soil.
| №                   | Название            | Длительность |
| ------------------- | ------------------- | ------------ |
| 1.                  | «Breaking Me Down»  | 2:35         |
| 2.                  | «Halo»              | 3:16         |
| 3.                  | «Need to Feel»      | 3:39         |
| 4.                  | «Wide Open»         | 3:25         |
| 5.                  | «Understanding Me»  | 2:57         |
| 6.                  | «My Own»            | 3:43         |
| 7.                  | «Unreal»            | 3:15         |
| 8.                  | «Inside»            | 3:17         |
| 9.                  | «Two Skins»         | 2:58         |
| 10.                 | «The One»           | 2:49         |
| 11.                 | «New Faith»         | 3:16         |
| 12.                 | «Why»               | 2:59         |
| 13.                 | «Black 7»           | 4:59         |
| Общая длительность: | Общая длительность: | 43:07        |

| №                   | Название                                           | Длительность |
| ------------------- | -------------------------------------------------- | ------------ |
| 14.                 | «Center» (B-side) (бонус-трек с японского издания) | 2:53         |
| 15.                 | «Damaged You» (ранее не издавалась)                | 3:52         |
| Общая длительность: | Общая длительность:                                | 49:53        |

| №                   | Название                                                                        | Длительность |
| ------------------- | ------------------------------------------------------------------------------- | ------------ |
| 14.                 | «Road to Ruin» (с альбомаThrottle Junkies)                                      | 2:38         |
| 15.                 | «Hellow Again» (с альбома Throttle Junkies) (исходное название — «Hello Again») | 3:19         |
| 16.                 | «Crucified» (с альбома Throttle Junkies)                                        | 4:34         |
| Общая длительность: | Общая длительность:                                                             | 53:38        |

## Участники записи
- Райан МакКомбс — вокал
- Адам Задель — гитара, бэк-вокал
- Шон Гласс — гитара
- Тим Кинг — бас-гитара
- Том Скофилд — барабаны
- Джонни Кей — продюсер
- Кладиус Миттендрофер — помощник звукоинженера
- Джордж Марино — мастеринг
- Джеймс Динер — A&R

## Места в хит-парадах

### Альбом
| Год  | Чарт             | Позиция |
| ---- | ---------------- | ------- |
| 2001 | US Billboard 200 | 193     |
| 2001 | Top Heatseekers  | 10      |
| 2001 | UK Albums Chart  | 150     |

### Синглы
| Год  | Сингл    | Чарт                       | Позиция |
| ---- | -------- | -------------------------- | ------- |
| 2001 | «Halo»   | Hot Mainstream Rock Tracks | 18      |
| 2001 | «Halo»   | UK Singles Chart           | 74      |
| 2002 | «Unreal» | Hot Mainstream Rock Tracks | 31      |
| 2002 | «Unreal» | UK Singles Chart           | 113     |

## Внешние ссылки
- Видеоклип на песню «Halo» на YouTube
- Видеоклип на песню «Unreal» на YouTube